# Rosenheim (Landkreis Altenkirchen)

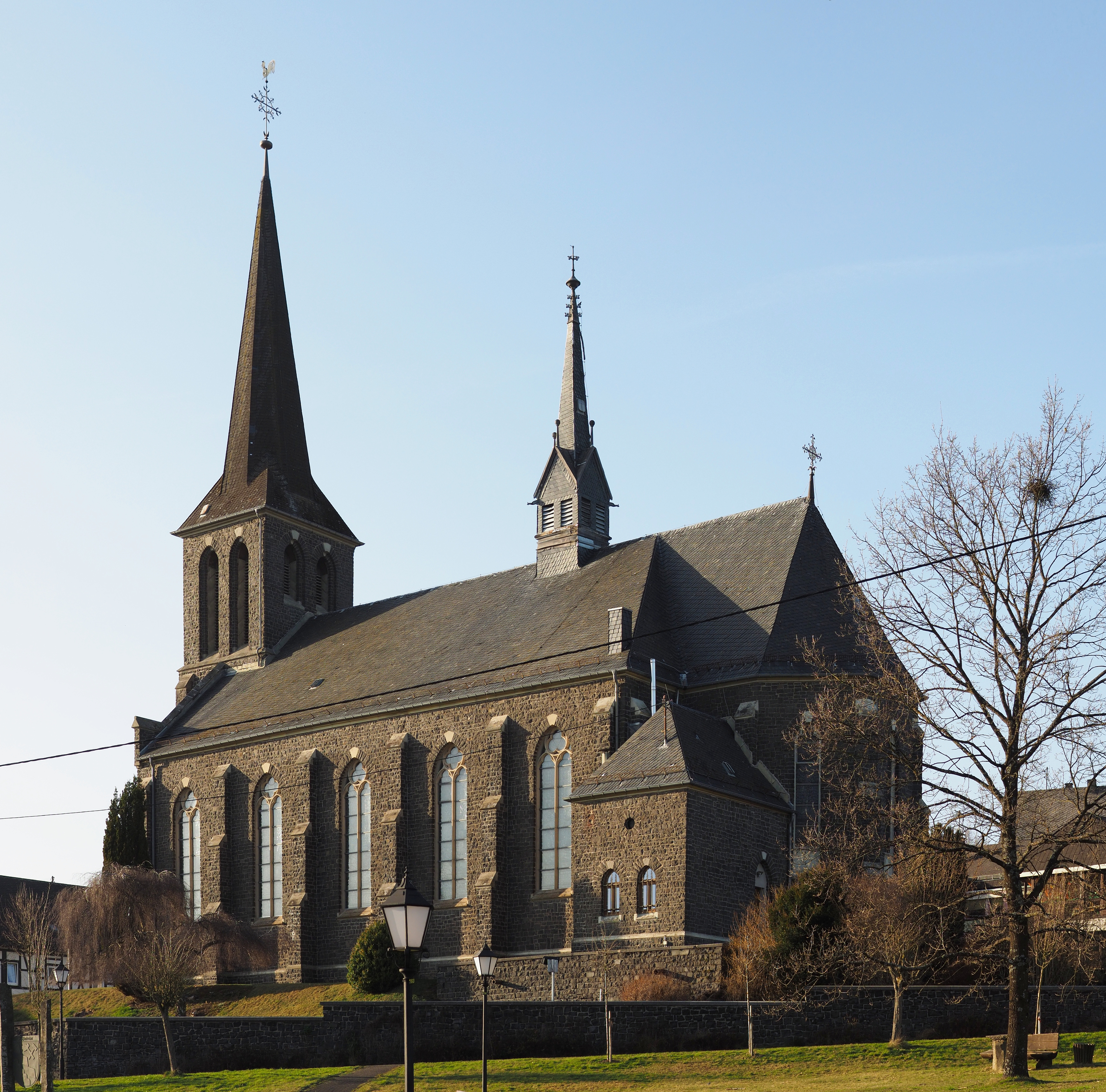
Pfarrkirche St. Jacobus in Rosenheim

Rosenheim (Landkreis Altenkirchen) ist eine Ortsgemeinde im Landkreis Altenkirchen (Westerwald) in Rheinland-Pfalz. Sie gehört der Verbandsgemeinde Betzdorf-Gebhardshain an.

## Geographische Lage
Die Ortsgemeinde liegt im nördlichen Westerwald zwischen Betzdorf und Hachenburg; Nachbargemeinden sind Elkenroth im Nordosten, Nauroth im Südosten, Luckenbach im Südwesten und Malberg im Westen. Durch den Ort fließt der Rosbach.

## Geschichte
Rosenheim hieß früher Kotzenroth, was auf den althochdeutschen Vornamen Cozo aus der Zeit der Rodungen zurückzuführen ist. Die Umbenennung wurde von den Einwohnern beantragt, nach vielen Jahren Streit wurde der Name Rosenheim 1963 von den Behörden akzeptiert. Namensgeber ist der durch Rosenheim fließende Rosbach, ein Bach, der in die Kleine Nister mündet. Mundartlich wird der Ort auch heute noch – vor allem von älteren Bewohnern – Kotzert genannt.
Die Gemeinde gehört mit den Nachbarpfarreien als Exklave zum Bistum Trier, weshalb das Gebiet auch „Trierische Insel“ genannt wird.
Rosenheim war lange Zeit Bergbauort. Bis 1906 wurde hier Eisenerz (Grube „Hochacht“) und bis 1976 Basalt abgebaut. Der größte Steinbruch, die Rosenheimer Lay, ist heute ein Naturschutzgebiet.
Bevölkerungsentwicklung
Die Entwicklung der Einwohnerzahl von Rosenheim, die Werte von 1871 bis 1987 beruhen auf Volkszählungen:
| Jahr | Einwohner |
| 1815 | 125       |
| 1835 | 168       |
| 1871 | 193       |
| 1905 | 294       |
| 1939 | 460       |
| 1950 | 533       |

| Jahr | Einwohner |
| 1961 | 584       |
| 1970 | 653       |
| 1987 | 654       |
| 1997 | 770       |
| 2005 | 760       |
| 2023 | 736       |

## Politik

### Gemeinderat
Der Gemeinderat in Rosenheim (Landkreis Altenkirchen) besteht aus zwölf Ratsmitgliedern, die bei der Kommunalwahl am 9. Juni 2024 in einer Mehrheitswahl gewählt wurden, und dem ehrenamtlichen Ortsbürgermeister als Vorsitzendem.

### Bürgermeister
Ortsbürgermeister von Rosenheim ist Bernd Mockenhaupt. Bei der Direktwahl am 26. Mai 2019 wurde er mit einem Stimmenanteil von 75,45 % und am 9. Juni 2024 als einziger Bewerber mit 70,8 % jeweils für fünf Jahre wiedergewählt.

## Sehenswürdigkeiten
Die katholische Kirche Sankt Jakobus, die 1904 aus vor Ort abgebautem Basalt errichtet wurde, steht heute unter Denkmalschutz.
→ Liste der Kulturdenkmäler in Rosenheim (Landkreis Altenkirchen)

## Verkehr
Der Bahnhof Rosenheim (Westerw) lag an der Bahnstrecke Scheuerfeld–Emmerzhausen.